# Wahlkreis Vogtland 3 (2004–2019)
Der Wahlkreis Vogtland 3 (Wahlkreis 3) war bis zur Neuordnung der Wahlkreise 2023 ein Landtagswahlkreis in Sachsen. Er umfasst die Städte Auerbach/Vogtl., Falkenstein/Vogtl., Klingenthal, Treuen und die Gemeinden Ellefeld, Grünbach, Muldenhammer, Neuensalz und Neustadt/Vogtl. im Vogtlandkreis. Wahlberechtigt waren bei der letzten Landtagswahl 2019 44.721 Einwohner.
Zu den Wahlen 2004 und 2009 trug der Wahlkreis den Namen „Wahlkreis Vogtland 2“. Zur Landtagswahl 2014 wurde der Name geändert: der ehemalige Wahlkreis Plauen wurde zum „Wahlkreis Vogtland 1“, der ehemalige Wahlkreis Vogtland 1 zum neuen „Wahlkreis Vogtland 2“, der ehemalige Wahlkreis Vogtland 2 zum neuen „Wahlkreis Vogtland 3“ und der Wahlkreis Vogtland 3 zum neuen „Wahlkreis Vogtland 4“.
Außerdem wechselten die vier Gemeinden des Verwaltungsverbandes Jägerswald in den Wahlkreis Vogtland 2.

## Wahl 2019
Vorläufiges Ergebnis der Landtagswahl am 1. September 2019 im Wahlkreis 03 – Vogtland 3:
(Ergebnisse in Prozent)
| Direktkandidat    | Partei               | Direktstimmen | Listenstimmen |
| ----------------- | -------------------- | ------------- | ------------- |
| Sören Voigt       | CDU                  | 43,1          | 40,4          |
| Kai Grünler       | Die Linke            | 9,9           | 9,7           |
| Silvia Wenzel     | SPD                  | 6,8           | 7,7           |
| Lutz Hauswald     | AfD                  | 26,6          | 26,8          |
| Volkmar Ihle      | GRÜNE                | 4,4           | 4,1           |
| –                 | NPD                  | –             | 0,5           |
| Jeremy Ziron      | FDP                  | 3,8           | 3,5           |
| Jürgen Petzold    | Freie Wähler         | 4,9           | 2,6           |
| –                 | Tierschutz           | –             | 1,7           |
| –                 | Piraten              | –             | 0,2           |
| –                 | Die PARTEI           | –             | 1,1           |
| –                 | BüSo                 | –             | 0,1           |
| –                 | ADPM                 | –             | 0,3           |
| –                 | Blaue Partei         | –             | 0,4           |
| –                 | KPD                  | –             | 0,1           |
| –                 | ÖDP                  | –             | 0,3           |
| –                 | Die Humanisten       | –             | 0,2           |
| –                 | PDV                  | –             | 0,1           |
| –                 | Gesundheitsforschung | –             | 0,5           |
| Claudia Hennebach | DSU                  | 0,4           | –             |

| Wahlberechtigte | 44.721 |
| Wahlbeteiligung | 61,7 % |

## Wahl 2014
| Amtliches Endergebnis der Landtagswahl am 31. August 2014 in Sachsen im Wahlkreis 003 Vogtland 3 (Ergebnisse in Prozent) |

| Direktkandidat  | Partei          | Erststimmen in % | Zweitstimmen in % |
| --------------- | --------------- | ---------------- | ----------------- |
| Sören Voigt     | CDU             | 45,3             | 45,0              |
| Thomas Höllrich | Die Linke       | 19,1             | 18,4              |
| Enrico Bräunig  | SPD             | 13,4             | 12,4              |
| Uwe Geisler     | FDP             | 2,8              | 3,2               |
| Volkmar Ihle    | GRÜNE           | 3,6              | 2,8               |
| -               | NPD             | 4,5              | 4,4               |
| -               | Tierschutz      | -                | 1,0               |
| -               | PIRATEN         | -                | 0,6               |
| -               | BüSo            | -                | 0,1               |
| -               | DSU             | -                | 0,4               |
| Lutz Hauswald   | AfD             | 10,4             | 10,5              |
| -               | pro Deutschland | -                | 0,2               |
| -               | FREIE WÄHLER    | -                | 0,8               |
| -               | DIE PARTEI      | -                | 0,3               |

## Wahl 2009
| Amtliches Endergebnis der Landtagswahl am 30. August 2009 in Sachsen im Wahlkreis 003 Vogtland 2 (Ergebnisse in Prozent) |

| Direktkandidat     | Partei          | Erststimmen in % | Zweitstimmen in % |
| ------------------ | --------------- | ---------------- | ----------------- |
| Jürgen Petzold     | CDU             | 45,6             | 45,1              |
| Andrea Roth        | Die Linke       | 24,3             | 21,4              |
| Enrico Bräunig     | SPD             | 10,1             | 10,2              |
| Peter Kaden        | NPD             | 4,7              | 4,8               |
| Martin Treeck      | FDP             | 9,8              | 8,4               |
| Dieter Rappenhöner | GRÜNE           | 2,9              | 3,1               |
| -                  | Tierschutz      | -                | 1,9               |
| Steve Körner       | PBC             | 2,7              | 1,8               |
| -                  | BüSo            | -                | 0,1               |
| -                  | DSU             | -                | 0,5               |
| -                  | REP             | -                | 0,2               |
| -                  | Freie Sachsen   | -                | 1,1               |
| -                  | FP Deutschlands | -                | 0,0               |
| -                  | Humanwirtschaft | -                | 0,1               |
| -                  | Piraten         | -                | 1,0               |
| -                  | SVP             | -                | 0,2               |

## Wahl 2004
Die Landtagswahl 2004 hatte folgendes Ergebnis:
| Direktkandidat         | Partei     | Erststimmen in % | Zweitstimmen in % |
| ---------------------- | ---------- | ---------------- | ----------------- |
| Jürgen Petzold         | CDU        | 45,5             | 42,3              |
| Andrea Roth            | PDS        | 29,1             | 23,6              |
| Enrico Bräunig         | SPD        | 8,8              | 9,1               |
| Thomas Pinkert         | GRÜNE      | 2,3              | 2,2               |
| -                      | NPD        | -                | 10,0              |
| Eibe Hinrichs          | FDP        | 6,1              | 5,1               |
| Roberto Gottfried Rink | DSU        | 8,1              | 2,5               |
| -                      | PBC        | -                | 2,5               |
| -                      | GRAUE      | -                | 0,5               |
| -                      | BüSo       | -                | 0,2               |
| -                      | AUFBRUCH   | -                | 0,4               |
| -                      | DGG        | -                | 0,3               |
| -                      | Tierschutz | -                | 1,4               |